# コンビニ夜勤のあくまちゃん
『コンビニ夜勤のあくまちゃん』（コンビニやきんのあくまちゃん）は、なじみによる日本の4コマ漫画。『まんがタイムきららMAX』（芳文社）にて2021年9月号と10月号でゲスト連載後、同年11月号から2024年10月号まで連載。

## あらすじ
アルールは魔王復活に必要な人間の陰エナジーを集めるため、人間界に降り立つが、路頭に迷ったためコンビニの深夜バイトをすることになった。

## 登場人物
アルール
本作の主人公。10万13歳。
イレイナ
アルールの使い魔のカラス。魔力がたまると人間の姿になることができる。
光野 天子（こうの あまこ）
20歳。バイトの先輩。大学生。
門音 ねね（かどね ねね）
28歳。バイトの古株で搬入業務が得意。漫画家のアシスタントをしている。
多田 すなお（ただ すなお）
19歳。ミナミ駅前店の店長。バイトを経て社員になった。
傘松 愛理（かさまつ あいり）
エリアマネージャー。バイトには優しいが、社員にはとても厳しい。
魔王
アルールの父。娘に甘い。

## 舞台・用語
アクマート ミナミ駅前店
アルールがバイトをしている店舗。

## 書誌情報
- なじみ『コンビニ夜勤のあくまちゃん』芳文社〈まんがタイムKRコミックス〉、全3巻
  1. 2022年8月26日発売[8][1]、ISBN 978-4-8322-7390-0
  2. 2023年9月27日発売[1]、ISBN 978-4-8322-7487-7
  3. 2024年10月25日発売[1]、ISBN 978-4-8322-9584-1